# Aggeraspis
Aggeraspis là một loài cá da phiến tuyệt chủng, số vào đầu kỷ Devon tại Châu Âu.